# ヴィルジニア・ゼアーニ

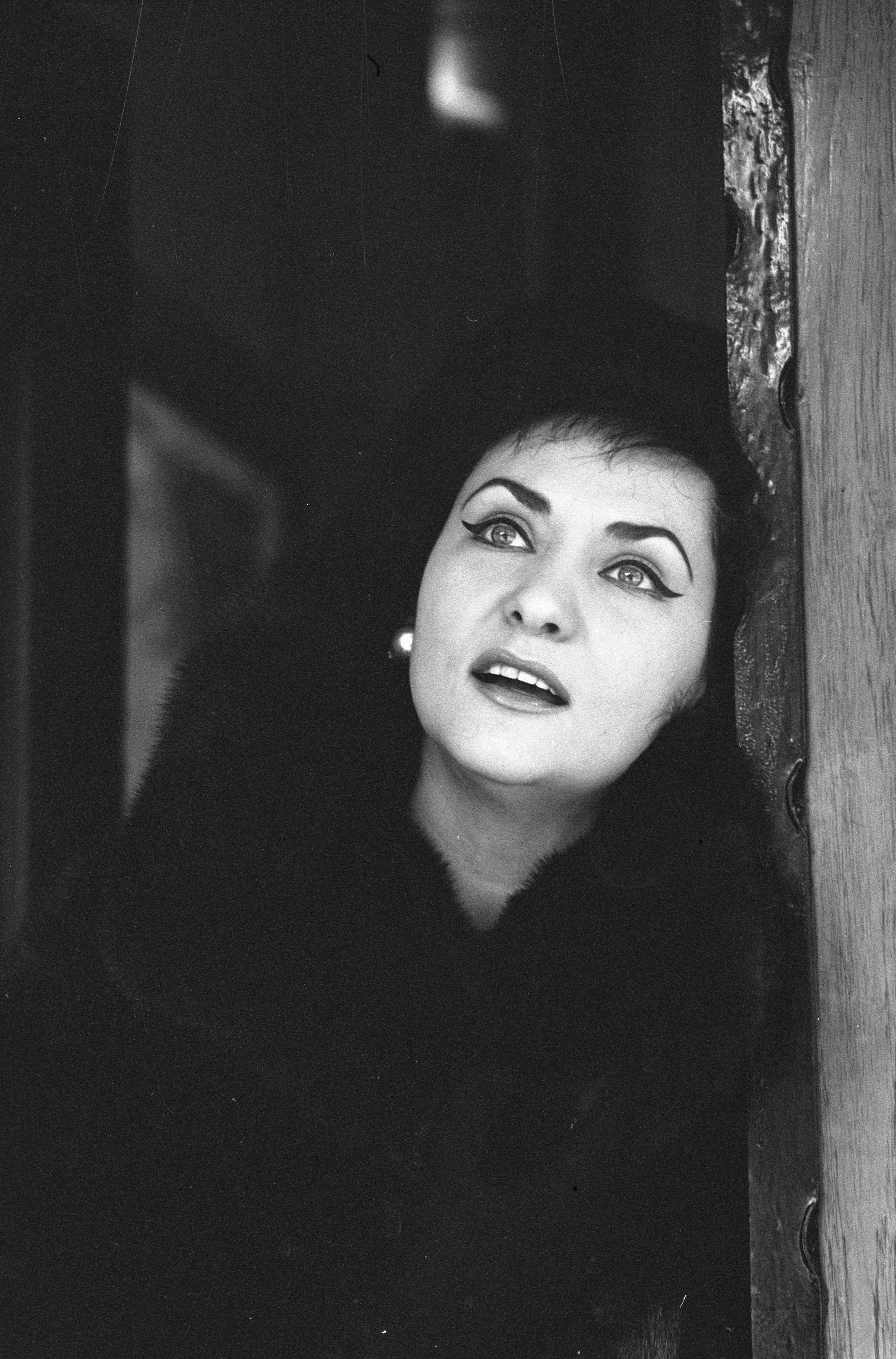
ヴィルジニア・ゼアーニ（1963年）

ヴィルジニア・ゼアーニ（Virginia Zeani, 1925年10月21日 - 2023年3月20日）は、ルーマニアのソプラノ歌手。本名はヴィルジニア・ゼハン(Zehan)。

## 生涯
ソロバストルの生まれ。13歳からブカレストでルチア・アンヘルに声楽を師事し、リディア・リプコフスカの薫陶も受けた。1944年にイタリアに行ってアウレリアーノ・ペルティレの指導を受け、1947年にボローニャでジュゼッペ・ヴェルディの《椿姫》のヴィオレッタ役を歌ってデビューを果たした。1950年にはエジプトのカイロやアレキサンドリア等で歌い、ベニャミーノ・ジーリとも共演を果たした。1952年にはフィレンツェでマリア・カラスの代役でヴィンチェンツォ・ベッリーニ《清教徒》のエルヴィーラ役を歌って名を上げた。1956年にはスカラ座でニコラ・ロッシ＝レメーニと共演し、翌年ロッシ＝レメーニと結婚した。1982年に歌手活動を引退。
2023年3月20日、フロリダ州ウェストパームビーチにて死去。97歳没。